# Broekven
Het Broekven is een ven gelegen in het Ophovenerbos op het Kempens Plateau in de Belgisch-Limburgse gemeente Oudsbergen. De vennen worden gekenmerkt door de bruine kleur van het zure water. Het gebied is Europees beschermd als onderdeel van een Natura 2000-gebied ((habitatrichtlijngebied 'Mangelbeek en heide- en vengebieden tussen Houthalen en Gruitrode' (BE2200030).

## Ontstaan
Net als andere vennen in deze regio is het Broekven ontstaan door zandverstuiving en worden ze uitsluitend gevoed door regenwater. Archeologisch onderzoek heeft aangetoond dat de podzolbodem in de omgeving van het Broekven belangrijk patrimonium bevat uit de Steentijd.
Het Broekven is gelegen in het natuurgebied Duinengordel, en eenvoudig toegankelijk via het wandel- en fietsroutenetwerk.